# LG G6
LG G6 (модель LG-H870DS) — Android-смартфон, разработанный LG Electronics как часть серии LG G. Об этом было объявлено во время Mobile World Congress 26 февраля 2017 года как о преемнике LG G5 2016 года.
G6 отличается 5,7-дюймовым дисплеем с более высоким соотношением сторон 2:1 (продается как 18:9), чем соотношение сторон 16:9 большинства смартфонов. 19 июня 2017 года был анонсирован вариант под названием LG G6+ со 128 ГБ памяти и ЦАП Hi-Fi Quad.

## Технические характеристики
- Материалы корпуса: металл и стекло (Corning Gorilla Glass 3/5)
- Операционная система: Android 7.0 + LG UX 6.0
- Сеть: 2G (850/900/1800/1900 МГц), 3G (900/2100 МГц), 4G (1800/2600/800 МГц), две сим-карты nanoSIM
- Процессор: Qualcomm Snapdragon 821 (MSM8996), 4 ядра, 2.35 ГГц
- Оперативная память: 4 ГБ LPDDR4
- Память для хранения данных: 32/64 ГБ (UFS 2.0) + microSD до 2 ТБ
- Интерфейсы: Wi-Fi (b/g/n/ac), DLNA, Miracast, Bluetooth 4.2, разъем Type-C (поддержка USB 2.0) для заряда/синхронизации, 3.5 мм для гарнитуры
- Экран: емкостный, IPS 5.7 с разрешением 1440x2880 точек (QuadHD+), 564 PPI, соотношение 18:9, поддержка Dolby Vision и HDR10[3]
- Камера: 13 (основная широкий угол 125 градусов, f=2.4)/13 (стандартный угол 71 градус, f=1.8)/5 (фронтальная, f=1.8) МП; оптическая стабилизация у основной камеры, фазовый автофокус
- Навигация: GPS/ГЛОНАСС
- Звук: 32-битный ЦАП Hi-Fi Quad Sabre ESS ES9218+
- Дополнительно: гироскоп, акселерометр, цифровой компас, NFC, сканер отпечатков пальцев
- Батарея: 3300 мАч, быстрая зарядка Quick Charge 3.0
- Габариты: 148,9 x 71,9×7,9 мм
- Вес: 163 грамма
- Цвета: космический чёрный, ледяная платина, мистический белый

## Защита
Смартфон имеет MIL-STD-810G — американский военный стандарт, регламентирующий уровень защиты оборудования от различных внешних воздействий (вибрация, влага, удары, температура и т. п.). На российской презентации колотили смартфоны об пол с высоты 1.5 — 2.5 метра, и аппараты без проблем выживали (получали вмятины на металле, но корпус не разлетался, а экраны оставались целыми). Кроме того, LG G6 оснащен IP68, с которым мы уже давно знакомы по некоторым флагманским гаджетам прошлого и нынешнего года: погружение в воду на глубину 1 м длительностью более 30 мин и пыленепроницаемость. На мероприятии тестовые экземпляры топили в аквариуме.

## Критика
Корейский флагман LG G6 поступил в продажу в конце марта 2017 года и на сегодняшний день получил довольно высокую оценку среди пользователей.
CNET сравнил G6 с прошлогодним G5, а также с его основным конкурентом Samsung Galaxy S8. Дизайн G6 получил высокую оценку за то, что он был более элегантным и обширным, чем G5, хотя и менее элегантным, чем аналогичный, но изогнутый дизайн Galaxy S8. LG раскритиковали за возврат к несъемной батарее, но саму батарею хвалили за большую емкость, чем у G5. Было признано, что, хотя G6 не включает в себя новейшую систему на кристалле Qualcomm Snapdragon 835 (из-за чего Galaxy S8 работает лучше в тестах, чем G6), между ними не было заметной разницы в производительности при реальном использовании.
Камеры также получили высокую оценку за «четкие и яркие изображения», качество которых не уступает другим последним флагманским телефонам. В заключение CNET считает, что G6 может понравиться пользователям, которые потеряли доверие к Samsung после отзыва Galaxy Note 7, утверждая, что «хотя в нём нет ничего нового или заслуживающего внимания, это самый продаваемый и широко привлекательный продукт LG».